# Działo kolejowe

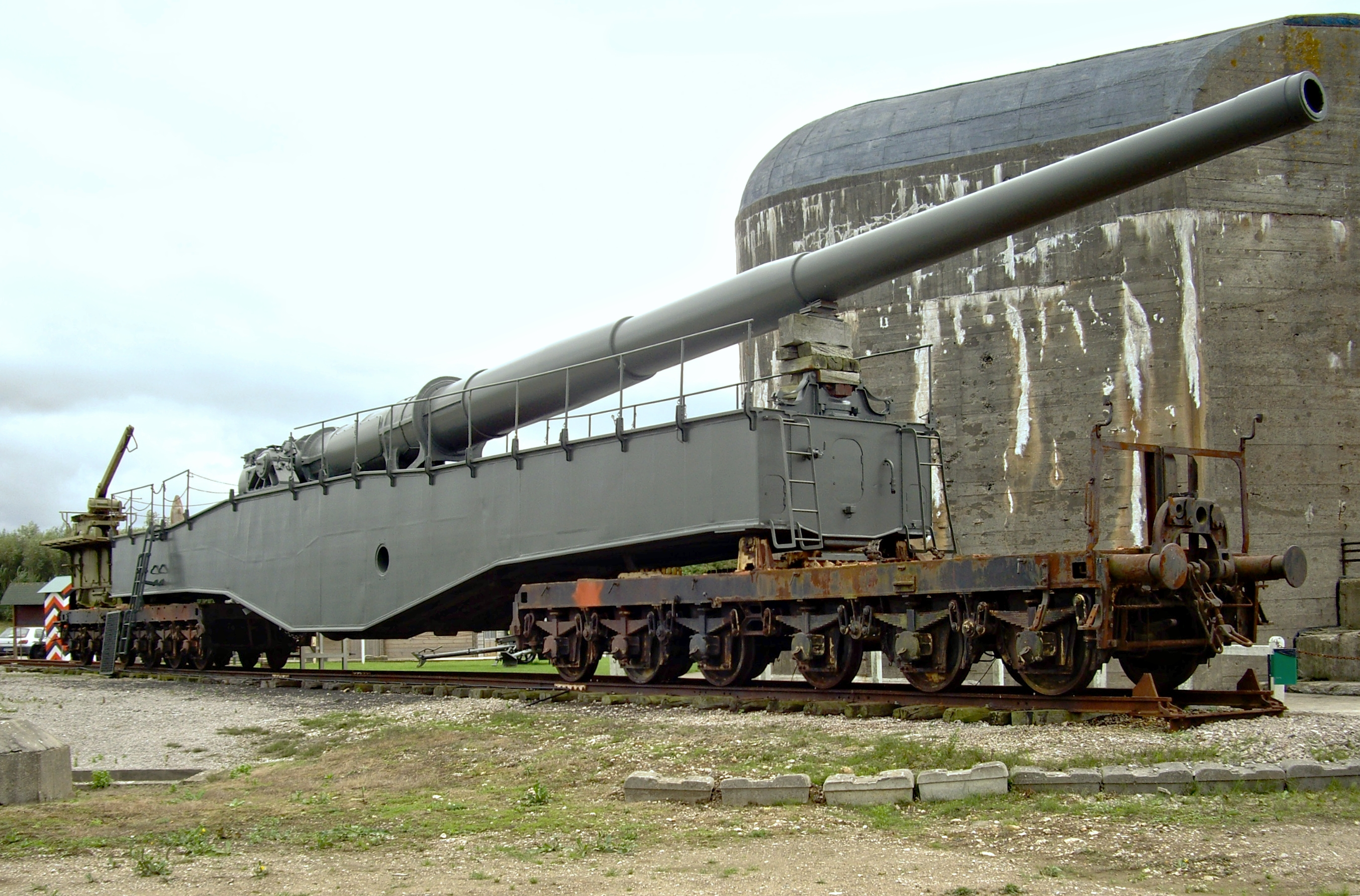
Niemieckie działo kolejowe K5

Działo kolejowe – działo umieszczone na specjalnej platformie kolejowej i mogące prowadzić z niej ogień. Mniejszego kalibru działa, często umieszczone w obrotowych wieżach, wchodziły w skład pociągów pancernych. Działa kolejowe sensu stricto były samodzielnymi jednostkami dużego kalibru (od 200 mm do 800 mm), wykorzystywanymi jako artyleria oblężnicza.
W czasie I wojny światowej wiele dział kolejowych budowano, montując na łożach kolejowych działa wielkokalibrowej artylerii okrętowej – tak na przykład powstała armata kolejowa 13,5-calowa.
Najcięższym działem kolejowym z I wojny światowej była francuska 520 mm haubica Schneidera, największym działem kolejowym w ogóle była zaś niemiecka konstrukcja używana w czasie II wojny światowej Dora o kalibrze 800 mm. 
Pocisk wystrzelony z działa kolejowego, był również pierwszym sztucznym obiektem, który dotarł do stratosfery. Miało to miejsce za sprawą niemieckiego tzw. działa paryskiego, wykorzystywanego do ostrzeliwania stolicy Francji w 1918 r.